# تشارلز بوليو
تشارلز بوليو هو خبير بالمعادن ومهندس كندي، ولد في 5 يوليو 1930 في أمكوي في كندا.